# Lame en céramique

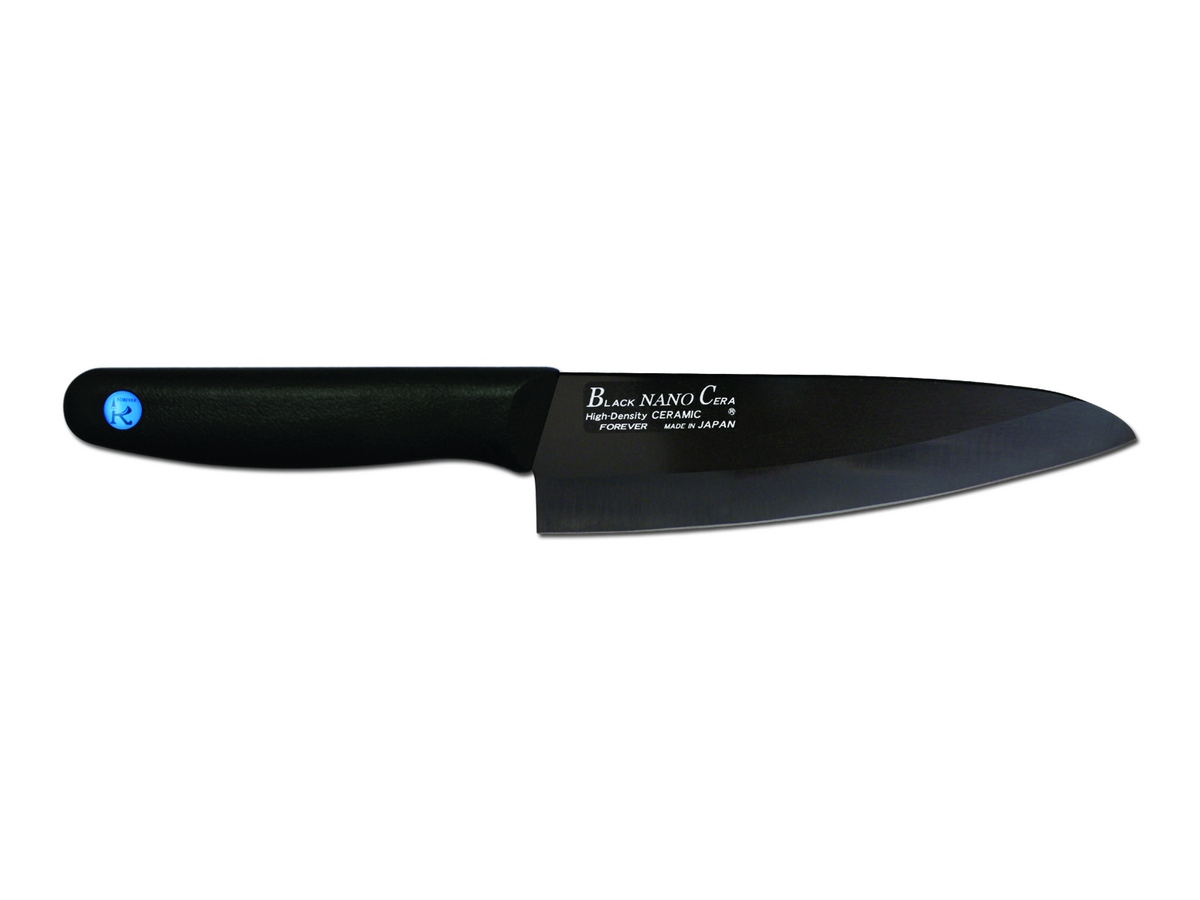
Couteau Santoku en céramique noire Ultra HD Forever.

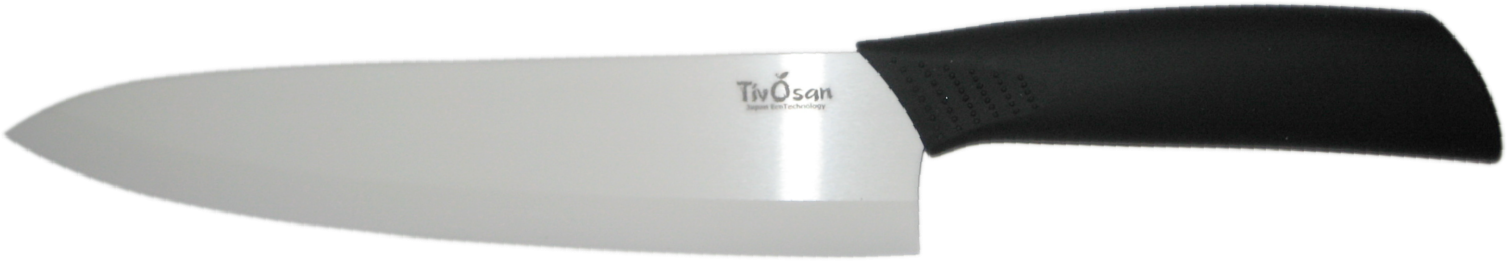
Couteau à pain en céramique Tivosan.

Les lames en céramique sont des lames légères et solides équipant des couteaux, mais aussi certains cutters spécialement conçus pour couper du papier. Elles sont très tranchantes et ont rarement besoin d'être affûtées. N'étant pas métallique, la lame ne peut s'oxyder mais leur grande rigidité induit une fragilité en cas de choc. Il s'agit souvent de zircone, de ce fait ces couteaux sont généralement blancs.
On peut les retrouver dans des gammes de couteaux de cuisine, mais certaines marques les vendent sous forme de couteaux de poche.